# Cytherea obscura
Cytherea obscura är en tvåvingeart som beskrevs av Fabricius 1794. Cytherea obscura ingår i släktet Cytherea och familjen svävflugor. Inga underarter finns listade i Catalogue of Life.